# Attilio Venudo
Attilio Venudo (San Michele al Tagliamento, 7 novembre 1907 – 30 dicembre 1963) è stato un politico italiano.

## Biografia
Preside di scuole medie ed esponente della Democrazia Cristiana, è sindaco di San Michele al Tagliamento dal 1956 al 1963.
Nel 1958 viene candidato al Senato, senza risultare eletto; subentra però a Palazzo Madama il 9 dicembre 1959 dopo le dimissioni di Giuseppe Caron e resta in carica fino al termine della legislatura.
Viene poi confermato senatore alle elezioni politiche del maggio 1963. Muore dopo neanche sette mesi di legislatura, il 30 dicembre 1963, all'età di 56 anni, subentra al suo posto al Senato il collega Pietro Vecellio.